# Phacelia robusta
Phacelia robusta är en strävbladig växtart som först beskrevs av Macbride, och fick sitt nu gällande namn av Ivan Murray Johnston. Phacelia robusta ingår i Faceliasläktet som ingår i familjen strävbladiga växter. Inga underarter finns listade i Catalogue of Life.